# Feinstimmer
Feinstimmer sind zusätzliche Stimmmechaniken an Musikinstrumenten. Bei Streichinstrumenten der Violinfamilie (Violine, Viola, Violoncello) werden sie am Saitenhalter angebracht. Sie bestehen aus einer Schraube, mit der über eine Hebeluntersetzung die Saite innerhalb eines begrenzten Tonhöhenbereichs sehr genau gestimmt werden kann.
Feinstimmer an E-Gitarren werden vor allem mit Floyd-Rose-Tremolo-System verwendet, sie sind aber unter anderem auch auf B.B. Kings Lucille sowie auf der von B.B. King beworbenen Gibson Little Lucille zu finden. Bei letzterer kann man die einzelnen Saiten auch während des Spiels rasch nebenbei mit der rechten Hand nachstimmen (während man mit der linken Hand weiterspielt).
Darüber hinaus haben auch einzelne Schlaginstrumente Feinstimmer.

## Ansichten

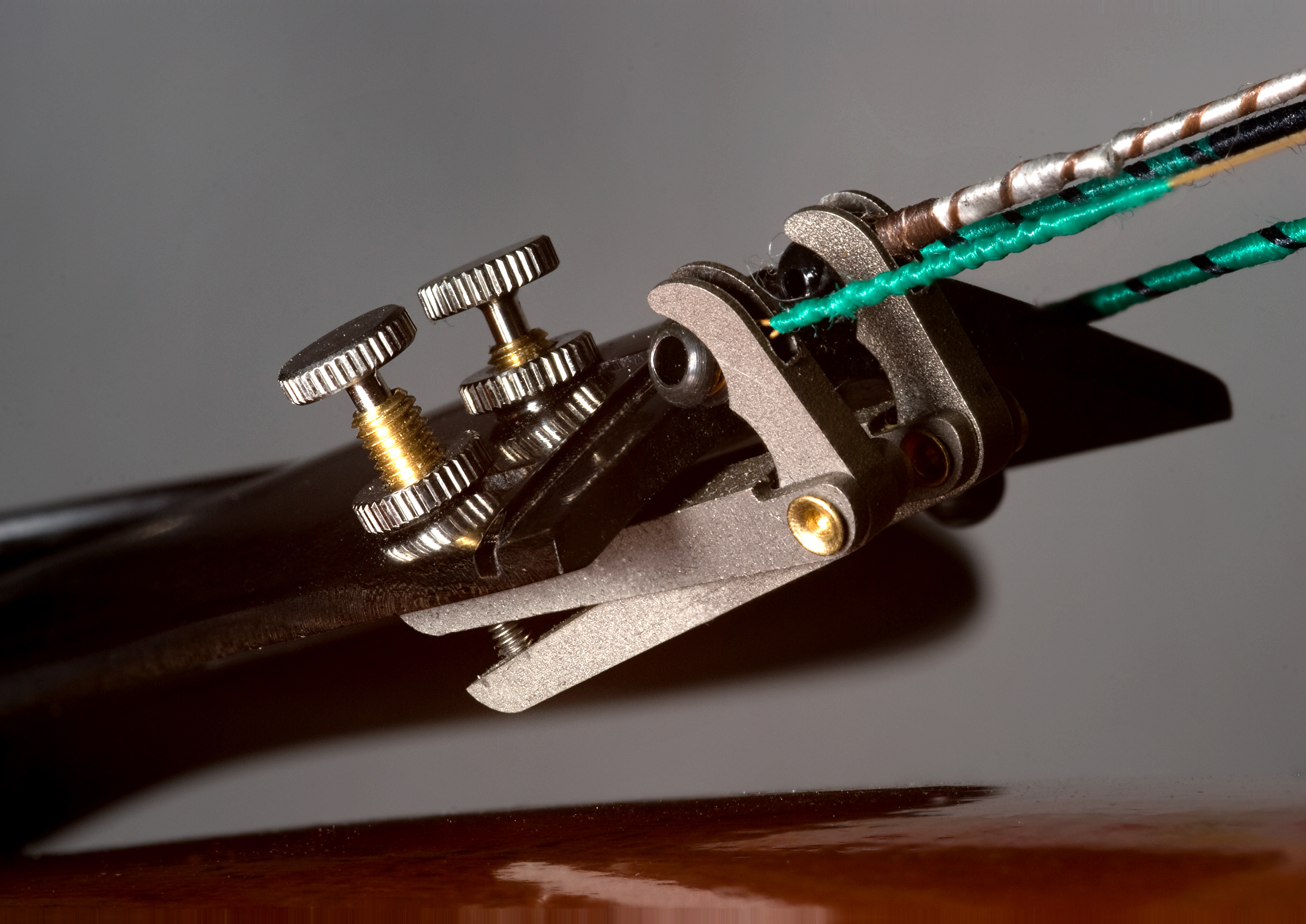
Feinstimmer an einer Violine.
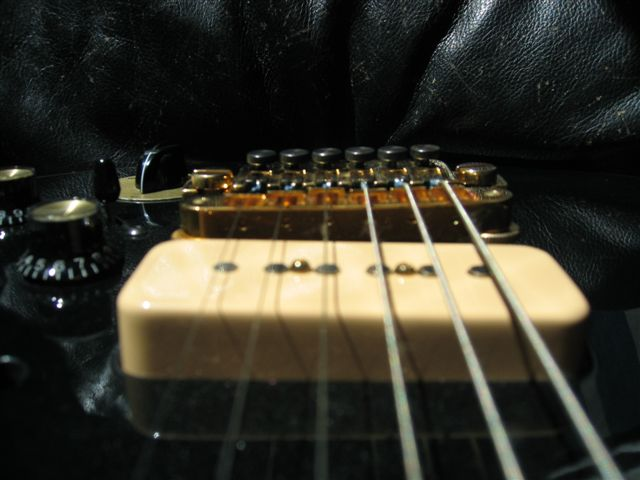
TP6-Saitenhalter mit Feinstimmern, Ansicht vom Hals Richtung Steg. (Modell: Gibson Little Lucille).
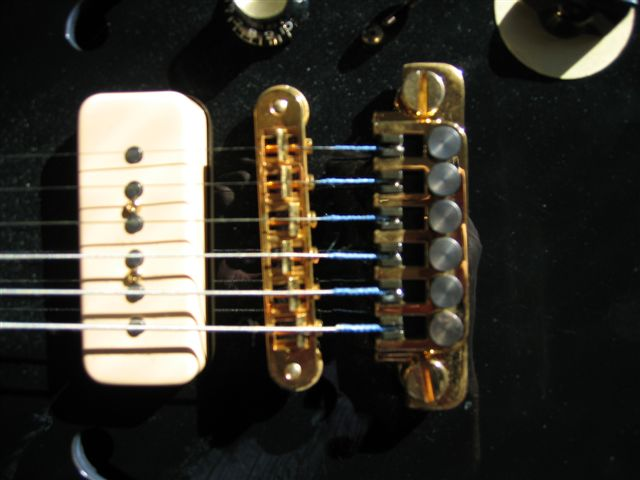
TP6-Saitenhalter mit Feinstimmern, Ansicht von oben (Modell: Gibson Little Lucille).